# Poovesjärvi
Poovesjärvi är en sjö i Finland. Den ligger i kommunen Kittilä i landskapet Lappland, i den norra delen av landet, 900 km norr om huvudstaden Helsingfors. Poovesjärvi ligger 196,1 meter över havet. Den ligger vid sjön Rautusjärvi. Arean är 5,1 hektar och strandlinjen är 1,12 kilometer lång. Sjön  ingår i Kemi älvs huvudavrinningsområde. 